# Saison 1 de Wakfu
Chronologie
Saison 2
Cet article présente les épisodes de la première saison de la série télévisée d'animation Wakfu.

## Épisode 17:Grougaloragran l'éternel
Le combat entre le dragon Grougaloragran et Nox fait rage. Perdus dans les glaces du grand Nord, Yugo et ses amis attendent la fin de ce combat ultime, la tension au ventre… C’est le Monde des Douze qui est en jeu ! Depuis un portail géant créé par les Grouilleux et les noxines Nox avait surgi avec son horloge géante pour affronter Grougaloragran. Il le combat d'abord avec ses Noxines puis avec ses 3 créatures : Maramas, Frisco et Tartuffo. Cependant, le dragon ne voulait pas que Yugo et ses amis combattent avec lui car ils risquaient d'y rester, et ne peut que les téléporter dans les glaces du grand Nord. Malheureusement, Grougaloragran n'est pas assez puissant et est vaincu, avant de périr sous les coups de Nox, il peut regagner son Dofus (l'œuf dans lequel les dragons et leurs frères Eliatropes se réincarnent) afin de renaître un jour et surtout de priver Nox de son Wakfu.

## Épisode 25:J'entre dans la légende
Nox et ses troupes ont posé le pied sur l'île. Le Xélor s'attaque sans plus tarder au but de sa croisade : le Wakfu contenu dans l'Arbre de Vie. Mais le cœur du royaume Sadida est protégé par la gigantesque muraille végétale des arbres protecteurs. De plus, la « confrérie du Tofu » est presque au complet... La bataille fait rage mettant en jeux les vies de chacun prenant part au combat. La Confrérie du Dofus affronte les créatures de Nox : Maramas, Frisco, Tartuffo et Désherbos et réussissent à les détruire tous (Maramas est vaincu par Yugo et Adamaï mais détruit par inadvertance par un autre monstre de Nox).

## Épisode 26:Le mont Zinit
Le siège n'a pas tenu et la bataille finale pour protéger l'Arbre de Vie a commencé. Nos héros ont un dernier atout : Yugo et son frère Adamaï ont pénétré dans l'horloge à l'insu de Nox avec le fol espoir de s'emparer de l'Eliacube, source du pouvoir du Xélor. Tout repose sur leurs épaules désormais...  Pris de rage par la mort de Pinpin,  Yugo affronte Nox mais est vaincu lui aussi. Celui-ci remonte le temps avec toute l'énergie accumulée, pensant remonter 200 ans en arrière et sauver sa famille, mais le Wakfu accumulé ne lui permet de revenir que 20 minutes en arrière (juste avant la mort de l'Arbre de Vie, mais après la mort de Tristepin), cette situation brise tous les rêves de Nox et il en verse une larme tellement il se sent coupable de tout.
Juste avant que le royaume Sadida comptait lui faire payer ses crimes, Yugo s'interpose voyant que Nox n'est plus dangereux et demande de le laisser tranquille.